# StandaShow
Stanislav Hruška (* 21. července 1989 Bruntál), je český youtuber a streamer na platformách YouTube, Twitch a vlastní platformě TalkTV, vystupující se svým podcastem nazvaným StandaShow.

## Kariéra
Stanislav Hruška pracoval jako kodér v Českém rozhlase nebo jako produktový manažer v Seznam.cz.
V roce 2017 se Hruška rozhodl, že svou předchozí práci v Seznam.cz opustí a bude se věnovat naplno tvorbě videí. V tomto roce také dostal nejvyšší příspěvek na českém YouTube a to 1,61 bitcoinů (v té době ~99 000 Kč, v roce 2024 je však 1,61 BTC rovno ~1,7 mil. Kč).
V roce 2018 dostal Hruška dočasný ban na YouTube, kvůli kterému se částečně přesunul na platformu Twitch. Svoji talk show tak začal streamovat na Twitchi a poté zveřejňovat na YouTube sestříhaný záznam. Původní monology začínal Hruška postupem času měnit za rozhovory. Svou tvorbu financuje pomocí dobrovolných darů od fanoušků, z reklamy na YouTube a příjmů z Twitche.
V roce 2019 se Hruška rozhodl financovat svou tvorbu také přes platformu Patreon, kde má divák za měsíční poplatek k dispozici celé záznamy streamů a bonusový obsah v podobě podcastů. Koncem tohoto roku se postupně začal vracet zpátky na YouTube, kde především rozhovory pravidelně streamuje a jejich část může divák na stejné platformě ze záznamu bezplatně zhlédnout.

## Tvorba
V únoru 2012 si Hruška na platformě YouTube založil kanál Cobblestones, kde natáčel let's play videa ze hry Minecraft. Dne 25. února 2013 si na platformě YouTube založil další kanál, který pojmenoval StandaShow. Na tento kanál začal točit nejprve videa ze hry StarCraft II: Wings of Liberty a nové série Minecraftu a poté začal streamovat svoji talk show, původně pouze se zvukem a později se ve videích objevil i obraz z videokamery. Ze začátku se Hruškova povídání zaměřovala zejména na politiku, technologie, společenské dění nebo Hruškovy zkušenosti, rady a příběhy ze života a postupem času přidal ke komentování těchto témat a jejich rozebírání s fanoušky i rozhovory s hosty. Rozhovory jsou často několikahodinové s cílem hosta divákovi více přiblížit, přičemž hosté jsou různorodí, v minulosti už navštívila StandaShow řada politiků, umělců, podnikatelů, aktivistů či jiných youtuberů.

## TALK TV
V září 2021 představil internetovou televizi TALK TV.  Od spuštění na ní spolupracuje Leoš Kyša s vědeckým pořadem Jadrná věda, cestovatel Vladimír Váchal, který se v pořadu Za hranicí ptá na to, jak se žije Čechům v zahraničí. V lednu 2022 tuto sestavu doplnili Jan Březina, Ondřej Bačina a Jakub Vejmola s pořadem Tech Guys, v němž se zabývají trendy z oblasti technologií. Do dubna 2022 byli členy týmu také Jaromír Möwald s Naomi Adachi, kteří se podíleli na popkulturním formátu Jarda versus Naomi.